# Aime
Aime korábbi község (település) Franciaországban, Savoie megyében. 2016. január 1-jén Granier és Montgirod községgel egyesült és Aime-la-Plagne új község része lett.
Lakosainak száma 3641 fő (2018. január 1.). Aime Granier, La Côte-d’Aime, Mâcot-la-Plagne, Bozel, Notre-Dame-du-Pré, Montgirod, Saint-Marcel, Aigueblanche, La Léchère és Beaufort községekkel határos.

## Népesség
A település népességének változása:
| Lakosok száma | 2122 | 2267 | 2454 | 2963 | 3229 | 3419 | 3566 | 4543 | 3607 | 3641 |
|               | 1962 | 1968 | 1975 | 1990 | 1999 | 2008 | 2013 | 2016 | 2017 | 2018 |